# Дольськ (гміна)
Гміна Дольськ (пол. Gmina Dolsk) — місько-сільська гміна у північно-західній Польщі. Належить до Сьремського повіту Великопольського воєводства.
Станом на 31 грудня 2011 у гміні проживало 5873 особи.

## Територія
Згідно з даними за 2007 рік площа гміни становила 124.76 км², у тому числі:
- орні землі: 69.00%
- ліси: 19.00%

Таким чином, площа гміни становить 21.71% площі повіту.

## Населення
Станом на 31 грудня 2011:
| Опис     | Загалом | Загалом | Чоловіки | Чоловіки | Жінки | Жінки |
| -------- | ------- | ------- | -------- | -------- | ----- | ----- |
| одиниця  | осіб    | %       | осіб     | %        | осіб  | %     |
| все      | 5873    | 100     | 2948     | 50.20    | 2925  | 49.80 |
| міське   | 1563    | 100     | 785      | 50.22    | 778   | 49.78 |
| сільське | 4310    | 100     | 2163     | 50.19    | 2147  | 49.81 |

## Сусідні гміни
Гміна Дольськ межує з такими гмінами: Борек-Велькопольський, Ґостинь, Ксьонж-Велькопольський, Кшивінь, Пяски, Сьрем, Ярачево.